# Capilla de Santa Eugenia (Sobrecueva)

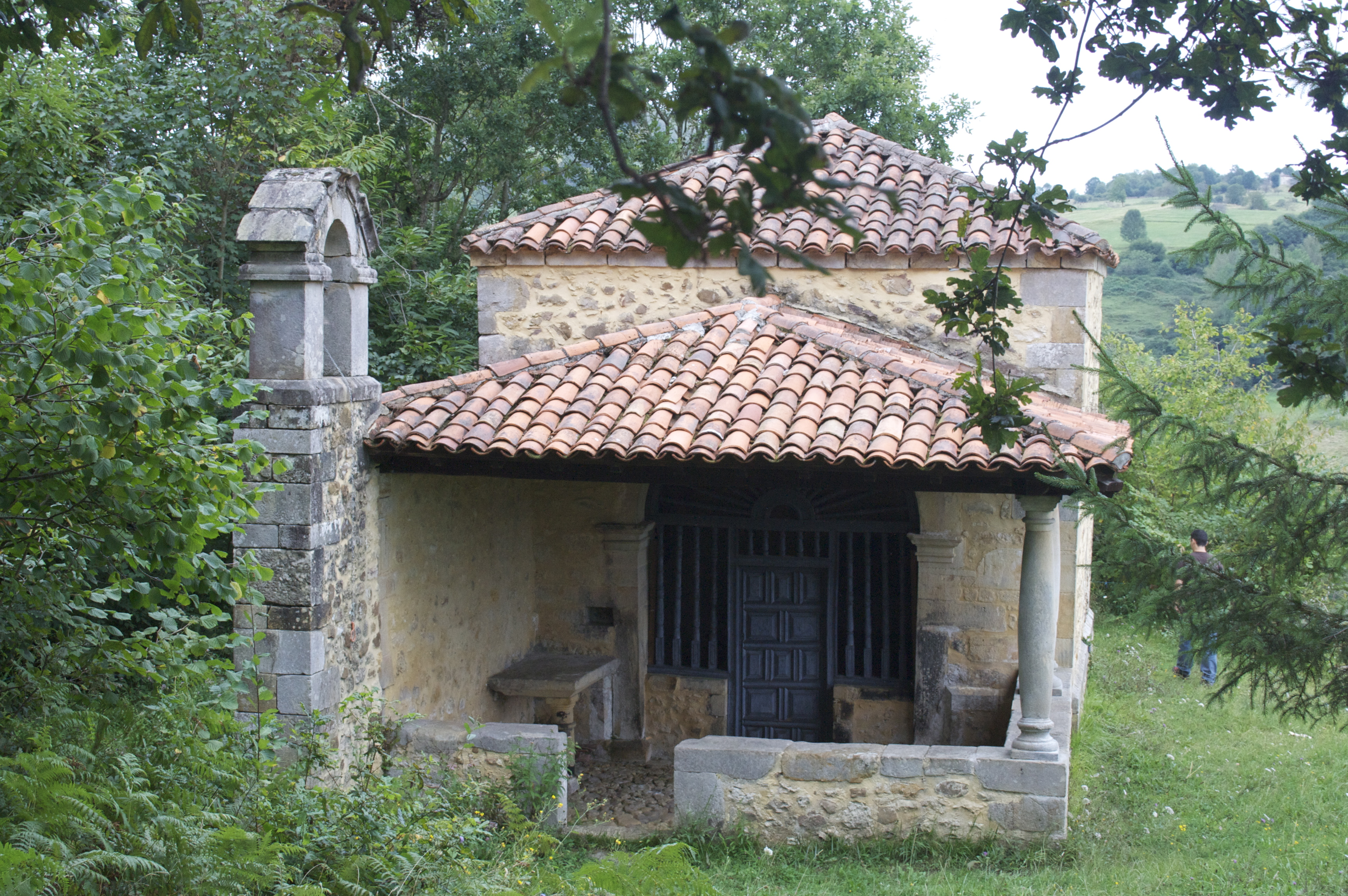
Capilla de Santa Eugenia

La capilla de Santa Eugenia es una pequeña capilla o ermita rural española edificada en el siglo XVIII situada en Sobrecueva, Abamia en el concejo asturiano de Cangas de Onís.
Se estructura en planta rectangular de nave única y cubierta a cuatro aguas. La capilla está precedida de un cabildo con cubierta a tres aguas. 
La construcción se configura en dos partes: el cabildo, que forma estancia independiente, y la capilla propiamente dicha. 
La capilla se cubre con bóveda de arista y los muros se decoran con pinturas murales. 
La capilla de Santa Eugenia es una de las pocas muestras de la arquitectura rural decorada con pintura mural.
Pertenece a la escuela de pintura popular que se desarrolló en la zona oriental de Asturias en el siglo XVIII.

## Galería

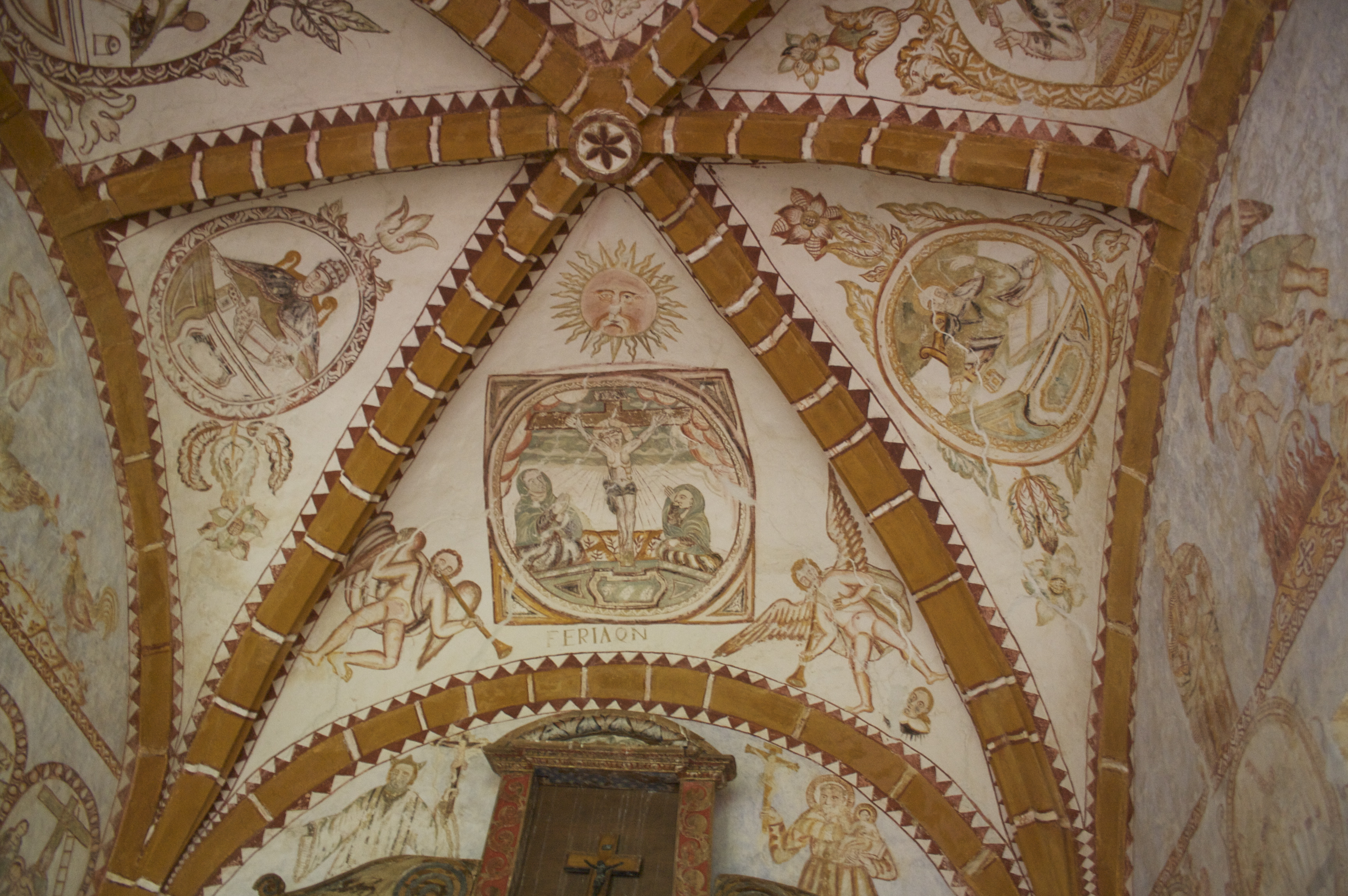
Pinturas murales de la capilla.
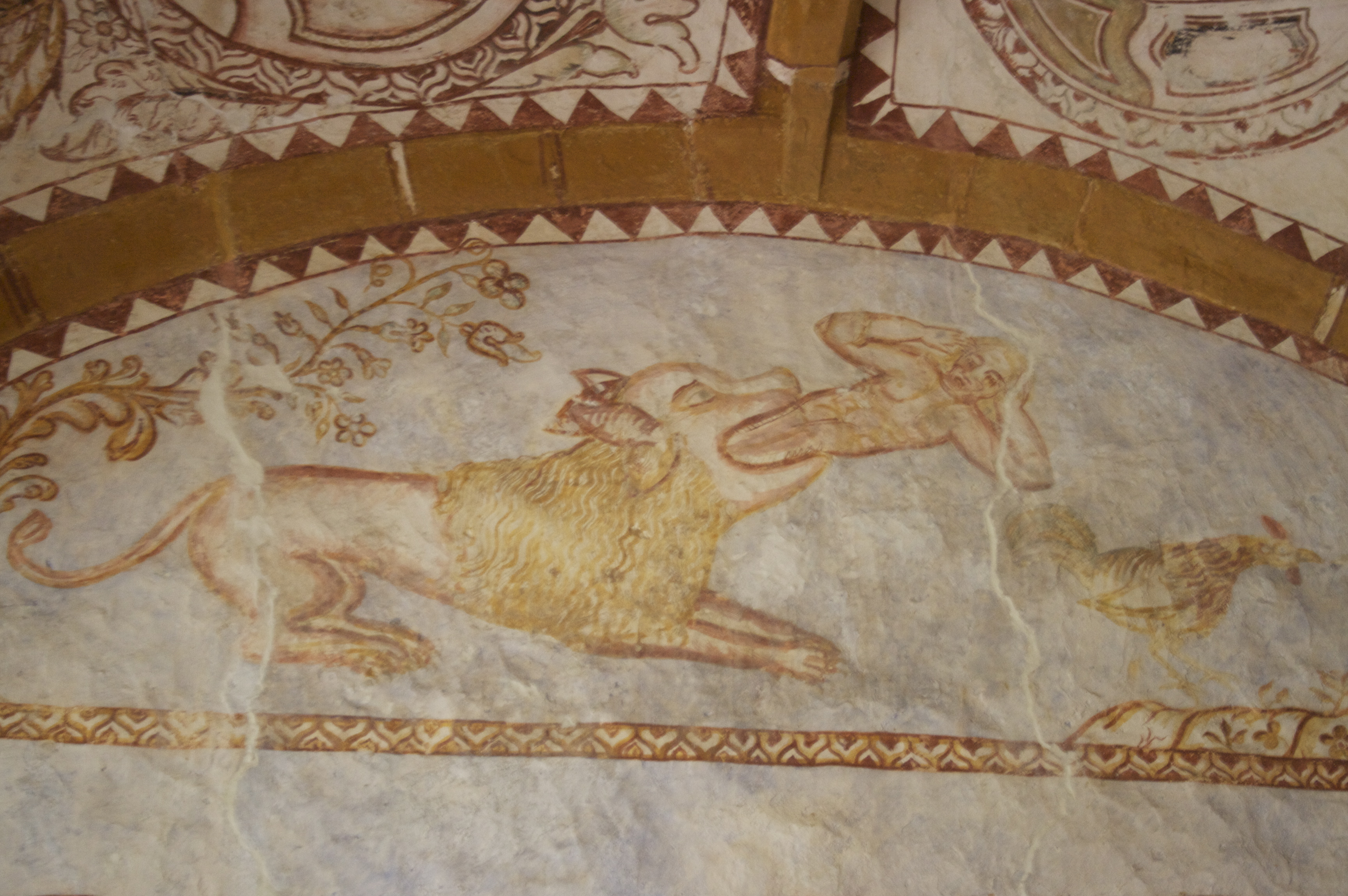
Pinturas murales de la capilla.